# Osama al-Habaly
Osama al-Habaly (arabisch اسامة الهبالي), auch bekannt als Osama al-Homsi (arabisch اُسامة الحمصي; geboren in Homs, Syrien), ist ein syrischer Kameramann, Medienaktivist und Freiheitskämpfer im syrischen Widerstand gegen Präsident Baschar al-Assad. Sein Verbleiben ist nach seiner Verhaftung am 18. August 2012 an der syrisch-libanesischen Grenze ungewiss.

## Homs – Ein zerstörter Traum
Osama al-Habaly dokumentierte mit seiner Kamera die Kämpfe in Homs in Form mehrerer Kurzfilme. International bekannt wurde er als Kameramann und Protagonist im Dokumentarfilm Homs – Ein zerstörter Traum. Der Film zeigt den Kampf einer Gruppe junger Syrer, unter ihnen al-Habaly und sein Freund Abdul Baset Al-Sarout, gegen Regierungstruppen in der Stadt Homs zwischen August 2011 und August 2012. Um seine Identität zu schützen, tritt al-Habaly im Film unter seinem Künstlernamen Osama al-Homsi (übersetzt „Osama aus Homs“) auf.
Der Film gewann den ersten Preis in der Kategorie World Cinema Grand Jury Prize: Documentary beim Sundance Film Festival 2014.

## Verwundung und Verschwinden 2012
Al-Habaly wurde am 4. April 2012 von einer Mörsergranate getroffen als er sich auf dem Heimweg in den Homser Stadtteil al-Chalidiya befand. Infolgedessen erlitt er schwere Verletzungen und Lähmungen im Nacken und der rechten Hand. Zur Behandlung seiner Verletzungen floh er zunächst in den Libanon nach Beirut. Er unterzog sich mindestens vier Operationen, in denen ihm mehrere Metallsplitter aus Kopf und Körper entfernt wurden.
Bei seiner Rückkehr nach Syrien wurde er am 18. August 2012 an der syrisch-libanesischen Grenze im Westen Syriens nahe der Ortschaft Tell Kalach vom syrischen Militärgeheimdienst festgenommen. Seitdem fehlen Informationen zu seinem Verbleib. Amnesty International liegen Informationen eines entlassener Häftling vor, der Al-Habaly im Militärgeheimdienstes in Homs sah und von Folterungen und anderen Misshandlungen berichtet. Die Familie geht davon aus, dass al-Habaly einer Abteilung des Militärgeheimdienstes in Damaskus überstellt worden ist.
Von Seiten der syrischen Behörden gibt es bislang keine Informationen über den Verbleib und seinen Gesundheitszustand. Da trotz der vorangegangenen Operationen noch immer Granatsplitter im Körper (z. B. in seinem Hals nahe der Halsschlagader) verblieben, ist mit lebensgefährlichen Verletzungen zu rechnen. Unklar sind ebenso die Gründe für die Festnahme und die Frage, ob offizielle Anklage erhoben wurde.